# Giuseppe Lanzoni
Giuseppe Lanzoni oder auch Joseph Lanzoni (* 28. Oktober 1663 in Ferrara (Italien); † 1. Februar 1730, anders lautend 1731 ebenda) war Arzt, Professor für Medizin und Botanik und Mitglied der Gelehrtenakademie „Leopoldina“.
Der Wirkungsort Giuseppe Lanzonis war Ferrara. Hier war er erster Arzt. Lanzoni betätigte sich zudem als Botaniker, Philosoph und Schriftsteller.
Am 4. April 1690 wurde Joseph Lanzoni mit dem Beinamen EPICHARMUS als Mitglied (Matrikel-Nr. 172) in die Leopoldina aufgenommen.

## Werke
- Brief an Johann Georg Volkamer, 1690.
- Tractatus de balsamatione cadaverum, 1696.
- mit Girolamo Baruffaldi: Hieronymi Baruffaldi Ph. D. Ferrariensis dissertatio De praeficis ad illustrationem urnae sepulcralis Fl. Quartillae Praeficae, 1713.
- mit Girolamo Baruffaldi: De coronis et unguentis in antiquorum conviviis exercitatio philologica, 1715.